# Ducado de Estouteville
O Ducado de Estouteville (em francês:  duché d'Estouteville) foi um apanágio do Antigo Regime em França. O título refere-se à localidade de Estouteville, na Normandia. O castelo de Valmont dependia do ducado.

## História
O ducado de Estouteville foi erigido em agosto de 1534 que foi outorgado pelo rei Francisco I de França a Adriana de Estouteville, que nesse ano casou com Francisco de Bourbon, Conde de Saint-Pol, filho de  Francisco de Bourbon e de Maria de Luxemburgo, condessa de Saint-Pol.
A filha da primeira duquesa, Maria de Bourbon, herdou o condado de Saint-Pol em 1546 e o ducado de Estouteville em 1560.
Maria de Bourbon, casou com Léonor de Orleães, Duque de Longueville, pelo que o Ducado de Estouteville foi adicionado ao património da Família Orleães-Longueville. A morte de Maria Ana de Orleães, em 16 de junho de 1707, última duquesa do de Longueville e duquesa consorte de Nemours, representou a extinção do ducado de Estouteville.

## Brasão de Armas
As armas de Francisco de Bourbon, duque de Estouteville eram: écartelé no 1 e 4 de Bourbon (de seu pai), no 2 e 3 de Luxemburgo (de sua mãe) - ver na caixa resumo do ducado.

## Lista dos duques
- 1534-1560: Adriana de Estouteville
- 1560-1601: Maria de Bourbon
- 1601-1663: Henrique II de Orleães-Longueville, neto da precedente
- 1663-1674: João Luís de Orleães-Longueville, filho do anterior
- 1674-1694: Carlos Paris de Orleães-Longueville, irmão do precedente
- 1694-1707: Maria Ana de Orleães-Longueville, meia-irmã dos precedentes.

Nota: embora o Ducado de Estouteville ficasse extinto, a herança patrimonial de Maria Ana foi objeto de um acordo entre os herdeiros: o património de Estouteville foi para os Goyon-Matignon (antepassados dos Grimaldi do Monaco), enquanto o património de Dunois e Coulommiers foi para os Bourbon-Soissons (antepassados dos d'Albert de Luynes).